# Collège des Jésuites anglais (Liège)
Ne pas confondre avec le Collège des Jésuites anglais (Saint-Omer).
Le collège des Jésuites anglais est un établissement scolaire fondé en 1616 à Liège par des jésuites anglais. Sa fonction est de recevoir, en internat, les jeunes catholiques anglais en exil. Outre l'enseignement des humanités, la philosophie et la théologie, comme préparation à la prêtrise, sont au programme. L’institution continue d’exister jusqu’à la période française, la fin de l’ancien régime principautaire et l'occupation française de la principauté. Les jésuites alors forcés de quitter Liège, le collège anglais est transféré à Stonyhurst en Angleterre où il rouvre ses portes en 1794.
Après la fermeture du collège, l’édifice connaît de très diverses affectations. Actuellement, le bâtiment est occupé par les bureaux de la Direction générale de l'Aménagement du Territoire, du Logement et du Patrimoine (DGATLP) de la Région wallonne.

## Histoire
Le collège jésuite anglais était parfois appelé nouveau collège par rapport au collège wallon ancien.

### Le collège jésuite des Anglais

#### Fermeture des collèges anglais
En 1534, Henri VIII rompt avec l’Église catholique de Rome pour des raisons plus personnelles que théologiques. Il est interdit aux catholiques d'Angleterre d'avoir des liens avec le "pape de Rome" ; c'est ce qu'on appelle l’anglicanisme. Les catholiques qui refusent d'accepter l'autorité religieuse du roi sont contraints à l'exil. Le grand chancelier Thomas More désavoue le schisme avec Rome : il est jugé et décapité pour haute trahison. 
Les Jésuites anglais doivent fermer leurs maisons de formation. Certains entrent en clandestinité mais beaucoup passent sur le continent, où, avec l'aide de la noblesse catholique de leur pays et de bienfaiteurs locaux, ils fondent plusieurs collèges : en France, en Espagne et dans les Pays-Bas espagnols. Un noviciat est notamment établi à Louvain, ainsi qu'une maison de Troisième An à Gand. 
Dans le premier quart du XVIIe siècle, les pères jésuites décident de transférer le noviciat à Liège. La ville est capitale d’une principauté ecclésiastique indépendante, et le noviciat de Louvain manque d’espace. Mais surtout, Ferdinand de Bavière et son suffragant, Étienne Strecheus, sont soucieux de promouvoir l'esprit du concile de Trente dans la principauté.

#### Installation à Liège

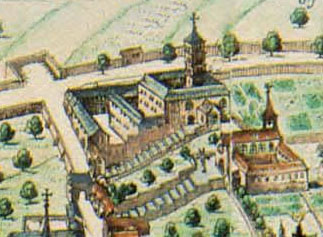
Collège des Jésuites anglais et couvent des Capucins en bas, vers 1649

En 1614, le père John Gérard est chargé de fonder un nouvel établissement à Liège. Le 2 octobre 1614, les Jésuites anglais deviennent propriétaire d’une demeure sur le site de Favechamps. Le terrain se situe près des remparts nord-ouest de la ville, non loin de la cathédrale Saint-Lambert et du palais du Prince-Évêque. 
Les jésuites sont aidés dans leur entreprise par des familles nobles d’Angleterre. En 1616, les travaux s’achèvent. La chapelle est consacrée en 1617.
L’établissement, destiné à l’instruction de jeunes catholiques anglais, est également séminaire. Outre le programme d'études secondaires la philosophie, la théologie, les sciences mathématiques et l’astronomie y sont enseignées. En 1626, Maximilien Ier, électeur de Bavière et son épouse, Élisabeth de Lorraine, dotent le collège. Ils lui assurent le revenu de 5 % d’un capital de 240 000 florins du Rhin. L’établissement prend alors le nom de Collège anglo-bavarois. 
Le collège est fort fréquenté et jouit d’une bonne réputation académique. Les Jésuites anglais donnent des cours au petit séminaire de Liège pendant près de cent ans. Les étudiants et séminaristes participent aux pèlerinages à Notre-Dame de Chèvremont et en 1688 ils y construisent une chapelle . Au-dessus de la statue de Notre-Dame dominant le maître-autel on y lit encore l'invocation: 16 Maria, ora pro Anglia 88. 
Parmi les professeurs célèbres, on trouve le père Francis Line, scientifique renommé, également connu sous le nom Franciscus Linus ou Linus de Liège.

#### Fin de l'ordre des Jésuites
Sous la pression des cours royales de France, d'Espagne et du Portugal le pape Clément XIV dissout l’ordre des Jésuites le 16 août 1773. À Liège cependant, grâce à la renommée de l’établissement, le prince évêque de Liège, François-Charles de Velbrück, souhaite maintenir le collège en vie. Les jésuites passent sous son autorité directe et l'établissement s'appelle « Académie anglaise ».

#### Révolution française
En 1792, les troupes révolutionnaires françaises arrivent à Liège. Des lois révolutionnaires ordonnent la suppression des corporations religieuses. Le directeur du collège décide alors de transférer l’établissement dans le nord de l’Angleterre. Il fonde le collège de Stonyhurst. Celui-ci est inauguré le 17 septembre 1794.
À la suite du traité d’Amiens, du 27 mars 1802, les (anciens) Jésuites peuvent rentrer dans leurs bâtiments. Cependant le collège lui-même a déménagé à Stonyhurst et la Compagnie de Jésus, officiellement dissoute, n'existe plus.

### L’école des sapeurs pompiers
En 1824, le dernier père jésuite meurt. L’établissement devient alors propriété du bref Royaume uni des Pays-Bas (1815-1830). Il abrite le dépôt du bataillon des sapeurs pompiers puis l’école de sapeurs pompiers. De 1830 à 1874, les bâtiments sont affectés à divers services militaires. De 1845 à 1859, une école de pyrotechnie occupe le lieu.

### L'hôpital des Anglais
Le 18 mai 1875, la Commission des Hospices civils rachète à l’Etat l’entièreté de la propriété. Un hôpital y est inauguré en 1880 et prend le nom d’hôpital des Anglais. Cet établissement est destiné aux plus démunis. En 1984, l’hôpital ferme. Le bâtiment, désaffecté, se dégrade de manière importante.

### Occupation récente
En 1994, la Région wallonne acquiert l’ancien collège et décide d’y installer une partie de son administration.

## Architecture

### Transformations et rénovations
Depuis sa création, l’édifice a été sujet à de nombreuses modifications. Le collège a connu des affectations très diverses, certaines exigeant des adaptations majeures.
Les transformations les plus importantes ont lieu au XVIIIe et au XXe siècles. En 1729, une ancienne annexe du bâtiment est démolie. Une nouvelle aile est alors construite. Au cours du XXe siècle, l’ancien collège est sujet à deux importantes restaurations. En 1947, le ministère de la Santé publique décide de réaliser des travaux de modernisation de l’hôpital des Anglais. L’hôpital ne répondait plus aux normes de l’époque. L’assistance publique dépense pour ces travaux près de 18 millions.
L’hôpital fermé, le bâtiment se détériore. En 1994, le site est acheté par la Région wallonne. Les besoins modernes obligent une restauration complète de l’édifice. L’intérieur est entièrement remis à neuf. La Région wallonne a souhaité se rapprocher des volumes originaux. 

### Description
À l’origine, le bâtiment s’inscrivait dans une vaste propriété. Au XVIIe siècle, les jardins s’étalaient sur quatre terrasses. Sur la quatrième terrasse, se trouvait son observatoire. Le bâtiment était de plan carré. Le  rez-de-chaussée comportait une galerie à triple arcature. L’édifice était surmonté d’une coupole. Une tourelle était couverte d’un dôme. Les terrasses des jardins et l’observatoire ont été détruits au cours du XIXe siècle.
Depuis la construction d’une nouvelle aile en 1729, l’édifice affecte un plan en « U ». À sa création, le bâtiment possédait un plan en équerre.
L’architecture est d’une grande sobriété. Très peu d’ornements sont présents. L’ensemble du bâtiment est construit en calcaire de Meuse et en brique. La pierre est réservée aux encadrements des baies et aux bandeaux horizontaux. Les briques sont peintes dans une tonalité rouge.
L’édifice, de trois niveaux, est caractérisé par des baies dont les pieds-droits sont harpés. À l’origine, les baies étaient à meneaux. Ceux-ci sont supprimés au XVIIIe siècle. Les linteaux des baies sont rectilignes. Des ancres se situent entre les baies, à hauteur du linteau. Des chaînes d’angle harpées renforcent le bâtiment. Sous la corniche de la toiture, il y a une frise dentée.
L’édifice est couvert d’une bâtière à coyau et croupe. La corniche est saillante.  La toiture est percée de lucarnes à croupes. 
L’aile ouest, qui date de 1729, est caractérisée par des baies au linteau en tas de charge. Les baies ont des pieds-droits à refend. Les seuils des baies se prolongent en un bandeau horizontal. À l’origine, l’intérieur était entièrement voûté d’arêtes et arcdoubleaux. Actuellement, seules les voûtes de deux pièces sont conservées.

L’aile Est est caractérisée par une petite construction en saillie. Cette dernière comporte des baies cintrées. À l’origine, une tour était flanquée à l’aile est. La chapelle occupait le rez-de-chaussée de l’aile. Elle ne consistait qu’en une simple salle. Une galerie supportée par des colonnes de marbre formait un entresol.
Aujourd’hui, à l’intérieur, de l’état d’origine, seules les charpentes subsistent.